# Хондроглосни мишић
Хондроглосни мишић (лат. musculus chondroglossus) је парни мишић главе локализован у усној дупљи, тачније у телу језика. То је танки мишићни сноп дуг око 2 cm, који неки аутори описују и као извојени део хиоглосног мишића.
Припаја се на малом рогу подјезичне кости, а одатле се пружа навише и ишчезава између унутрашње језичне мускулатуре.
Инервисан је гранчицама хипоглосног живца, а основно дејство му је повлачење језика наниже и уназад.